# The Meaning of Art
The Meaning of Art è un album di Art Farmer, pubblicato dalla Arabesque Records nell'ottobre 1995. Il disco fu registrato il 9 e 10 maggio dello stesso anno al Manhattan Beach Recording di New York (Stati Uniti).

## Tracce
1. On the Plane – 5:17 (Slide Hampton)
2. Just the Way You Look Tonight – 7:04 (Dorothy Fields, Jerome Kern, Dorothy Sills)
3. Lift Your Spirit High – 5:18 (Slide Hampton)
4. One Day, Forever (I Remember Miles) – 6:30 (Benny Golson)
5. Free Verse – 10:35 (Geoff Keezer)
6. Home – 7:48 (Fritz Pauer)
7. Johnny One Note – 7:36 (Richard Rodgers, Lorenz Hart)

## Musicisti
- Art Farmer - tromba
- Slide Hampton - trombone
- Ron Blake - sassofono soprano, sassofono tenore
- Geoffrey Keezer - pianoforte
- Kenny Davis - basso
- Carl Allen - batteria